# Veliki Modruš Potok
Veliki Modruš Potok is een plaats in de gemeente Netretić in de Kroatische provincie Karlovac. De plaats telt 28 inwoners (2001).